# 男子板球世界排名
男子板球世界排名（英語：International Cricket Council Player Rankings, ICC）是板球的排名系統，會根據國際板球運動員最近的運動表現進行排名。ICC目前的贊助商是MRF輪胎，該公司與其簽訂一份為期4年的合約，該合約將持續到2020年。
該評級系統是1987年由泰德·德克斯特的建議下制定的，原先的目的並非用於比較運動員的平均水平，而是希望能夠顯示出運動員在這項運動中的地位。

## 外部連結
- ICC官網 （页面存档备份，存于）